# Stint
Stint es una variedad cultivar de ciruelo (Prunus domestica), de las denominadas ciruelas europeas.
una ciruela obtenida en 1875 por el horticultor Thomas Rivers en Sawbridgeworth (Herefordshire). Las frutas tienen un tamaño de pequeño a mediano de forma redondeada a ovalada, piel gruesa, ácida, siendo el color de la piel amarillo verdoso a rojo púrpura, cubierto de pruina de mediano espesor, y pulpa de color verde amarillento, textura de pulpa blanda, jugosa, con muy pobre sabor.

## Historia
'Stint' es una variedad de ciruela obtenida en 1875 por el horticultor Thomas Rivers en Sawbridgeworth (Herefordshire), su origen es desconocido.
'Stint' está cultivada en diversos bancos de germoplasma de cultivos vivos, tales como en National Fruit Collection (Colección Nacional de Fruta) de Reino Unido con el número de accesión: 1927-041 y Nombre Accesión : Stint. El espécimen fue recibido en el «National Fruit Trials» (Probatorio Nacional de Frutas), para evaluar sus características en 1927.

## Características
'Stint' árbol de porte extenso, moderadamente vigoroso, erguido, productivo, floración abundante. Parcialmente autofértil, necesita otras variedades para producir cosecha abundante ('Andrierez', 'Anna Späth' . .). Flor blanca, que tiene un tiempo de floración que comienza a partir del 15 de abril con el 10% de floración, para el 20 de abril tiene una floración completa (80%), y para el 30 de abril tiene un 90% de caída de pétalos.
'Stint' tiene una talla de tamaño de pequeño a mediano de forma redondeada a ovalada, cavidad poco profunda, estrecha, abrupta, sutura pronunciada, una línea distinta; ápice redondeado, con peso promedio de 19.20 g; epidermis tiene una piel gruesa, ácida, siendo el color de la piel amarillo verdoso a rojo púrpura, cubierto de pruina de mediano espesor, punteado pequeño; pedúnculo glabro, con una longitud promedio de 10.77 mm, pubescente, bien adherido al fruto con la cavidad del pedúnculo estrecha y apenas pronunciada; pulpa de color verde amarillento, textura de pulpa blanda, jugosa, con muy poco sabor.
Hueso semi adherido a libre, pequeño, irregular y ampliamente ovada, aplanada, áspera, ligeramente comprimida y con cuello en la base, roma o aguda en el ápice, sutura ventral estrecha, alada, sutura dorsal aguda o levemente surcada.
Su tiempo de recogida de cosecha es temprano, se inicia en su maduración en la tercera decena de julio a primera decena de agosto.

## Usos
Esta ciruela tiene aplicaciones culinarias.